# Lamino (Kraj Permski)
Lamino (ros. Лямино) – osiedle typu miejskiego w Rosji, w Kraju Permskim, w okręgu miejskim Czusowego. W 2010 liczyło 4598 mieszkańców.